# Rubus eurythyrsiger
Rubus eurythyrsiger är en rosväxtart som beskrevs av Sergei Vasilievich Juzepczuk. Rubus eurythyrsiger ingår i släktet rubusar, och familjen rosväxter. Inga underarter finns listade i Catalogue of Life.